# Parada San Vicente
Parada San Vicente är en ort i Mexiko.   Den ligger i kommunen Heroica Ciudad de Juchitán de Zaragoza och delstaten Oaxaca, i den sydöstra delen av landet, 500 km sydost om huvudstaden Mexico City. Parada San Vicente ligger 32 meter över havet och antalet invånare är 102.
Terrängen runt Parada San Vicente är platt. Runt Parada San Vicente är det ganska tätbefolkat, med 179 invånare per kvadratkilometer. Närmaste större samhälle är Juchitán de Zaragoza, 5,8 km sydväst om Parada San Vicente. Omgivningarna runt Parada San Vicente är en mosaik av jordbruksmark och naturlig växtlighet.